# Nati nel 1946/Aprile
| Questa pagina contiene informazioni ricavate automaticamente dalle voci biografiche con l'ausilio del template Bio e di un bot. L'aggiornamento è periodico e automatico e ricostruisce completamente la pagina. Se manca una persona in questa lista, sei pregato di non aggiungerla, ma accertati piuttosto che la sua voce biografica contenga il template Bio e che i dati anagrafici siano correttamente compilati. Se il template Bio manca, inseriscilo tu stesso o, in alternativa, metti l'avviso {{tmp\|Bio}} che ne segnala la mancanza. Se i dati riportati sono sbagliati, correggi direttamente la voce biografica; le modifiche saranno visibili in questa lista entro pochi giorni. Per chiarimenti vedi il progetto biografie. La lista contiene solo le 247 persone che sono citate nell'enciclopedia e per le quali è stato implementato correttamente il template Bio. Pagina aggiornata al 2 ago 2025. |

- 1º aprile - Sergio Coppetelli, ex arbitro di calcio italiano
- 1º aprile - Iván Faragó, scacchista ungherese († 2022)
- 1º aprile - William Frederick Fisher, ex astronauta e medico statunitense
- 1º aprile - Jean-Louis Hodoul, ex calciatore francese
- 1º aprile - Nikītas Kaklamanīs, politico greco
- 1º aprile - Ronnie Lane, musicista inglese († 1997)
- 1º aprile - Tullio Lauro, allenatore di pallacanestro, giornalista e telecronista sportivo italiano († 2000)
- 1º aprile - Cesare Montalbetti, fotografo e regista italiano († 2015)
- 1º aprile - Arrigo Sacchi, allenatore di calcio, dirigente sportivo e opinionista italiano
- 1º aprile - Manfred Stengl, slittinista, bobbista e motociclista austriaco († 1992)
- 1º aprile - Renzo Travanut, politico italiano
- 2 aprile - Amos Adani, ex calciatore italiano
- 2 aprile - Băno Axionov, attore, regista e conduttore televisivo moldavo
- 2 aprile - Giorgio Ballati, ex ostacolista italiano
- 2 aprile - Luigi Boitani, biologo, scrittore e conduttore televisivo italiano
- 2 aprile - Ambrogio Borghi, allenatore di calcio e ex calciatore italiano
- 2 aprile - Carol Dunlop, scrittrice, traduttrice e fotografa canadese († 1982)
- 2 aprile - Hamengkubuwono X, politico e sovrano indonesiano
- 2 aprile - Lajos Koltai, direttore della fotografia e regista ungherese
- 2 aprile - Claudio Pioli, politico italiano († 2017)
- 2 aprile - Ruairi Quinn, politico irlandese
- 2 aprile - Edoardo Rusconi, ex cestista e allenatore di pallacanestro italiano
- 2 aprile - Giovanni Sarritzu, politico italiano († 2001)
- 2 aprile - Sue Townsend, scrittrice e commediografa inglese († 2014)
- 2 aprile - Kurt Winter, chitarrista e compositore canadese († 1997)
- 3 aprile - Mauro Cozzoli, teologo italiano
- 3 aprile - Pedro García Barros, allenatore di calcio e ex calciatore cileno
- 3 aprile - Dee Murray, musicista britannico († 1992)
- 3 aprile - Marisa Paredes, attrice spagnola († 2024)
- 3 aprile - Lil Milagro Ramírez, attivista e poetessa salvadoregna († 1979)
- 3 aprile - Hanna Suchocka, politica polacca
- 4 aprile - Lars-Göran Arwidson, ex biatleta svedese
- 4 aprile - Ernesto Bassignano, cantautore, giornalista e conduttore radiofonico italiano
- 4 aprile - Pietro Fioravanti, ex calciatore italiano
- 4 aprile - George Frendo, arcivescovo cattolico maltese
- 4 aprile - Dave Hill, chitarrista e cantante britannico
- 4 aprile - Larry Miller, cestista statunitense († 2025)
- 5 aprile - Jane Asher, attrice britannica
- 5 aprile - Julio Ángel Fernández, astronomo uruguaiano
- 5 aprile - Fratello Metallo, francescano e cantautore italiano († 2024)
- 5 aprile - Björn Granath, attore svedese († 2017)
- 5 aprile - Georgi Mărkov, ex lottatore e politico bulgaro
- 5 aprile - Jennifer Penney, ex ballerina canadese
- 5 aprile - Roel Tuinstra, ex cestista olandese
- 5 aprile - Renata Viti Cavaliere, filosofa italiana
- 5 aprile - Madeleine Wuilloud, ex sciatrice alpina svizzera
- 6 aprile - Patrizio Bertelli, imprenditore e velista italiano
- 6 aprile - Peter Ennis, allenatore di pallacanestro canadese († 1997)
- 6 aprile - Danny Kortchmar, cantante, chitarrista e produttore discografico statunitense
- 6 aprile - Peter Lamptey, ex calciatore ghanese
- 6 aprile - Sandra Lombardi, poetessa e scrittrice italiana
- 6 aprile - Giorgio Mariani, calciatore italiano († 2011)
- 7 aprile - Zaid Abdul-Aziz, ex cestista statunitense
- 7 aprile - Colette Besson, velocista e mezzofondista francese († 2005)
- 7 aprile - Léon Krier, architetto e urbanista lussemburghese († 2025)
- 7 aprile - George Ley, ex calciatore inglese
- 7 aprile - Robert Metcalfe, informatico statunitense
- 7 aprile - Giuseppe Orefici, archeologo italiano († 2025)
- 7 aprile - Vanderlei Paiva Monteiro, allenatore di calcio e calciatore brasiliano († 2023)
- 7 aprile - Dimitrij Rupel, politico e diplomatico sloveno
- 7 aprile - Stan Winston, truccatore e effettista statunitense († 2008)
- 8 aprile - Catfish Hunter, giocatore di baseball statunitense († 1999)
- 8 aprile - Joe Kernan, politico e imprenditore statunitense († 2020)
- 8 aprile - Stuart Pankin, attore statunitense
- 8 aprile - Tim Thomerson, attore statunitense
- 9 aprile - Behzat Çınar, allenatore di calcio e ex calciatore turco
- 9 aprile - Peppino Caldarola, giornalista e politico italiano († 2020)
- 9 aprile - Domenico Ligresti, storico italiano († 2014)
- 9 aprile - Romildo Magalhães, politico brasiliano († 2024)
- 9 aprile - Claudio Rinaldi, giornalista italiano († 2007)
- 9 aprile - David James Webb, ex calciatore e allenatore di calcio inglese
- 9 aprile - Manuel José, allenatore di calcio e ex calciatore portoghese
- 10 aprile - David Angell, produttore televisivo statunitense († 2001)
- 10 aprile - Stojan Apostolov, ex lottatore bulgaro
- 10 aprile - Maria Brivio, annunciatrice televisiva italiana
- 10 aprile - Caterina Caselli, cantante, produttrice discografica e attrice italiana
- 10 aprile - Agostino Origone, fumettista e illustratore italiano
- 10 aprile - Aldo Rebecchi, politico italiano († 2021)
- 11 aprile - Jean-Marie Benjamin, presbitero, compositore e regista francese
- 11 aprile - Chris Burden, artista statunitense († 2015)
- 11 aprile - Nicola Colaianni, magistrato, giurista e politico italiano
- 11 aprile - Gianni Nardi, terrorista e militare italiano († 1976)
- 11 aprile - John Pellegrini, criminale statunitense († 1996)
- 12 aprile - Vittorio Crotta, ex tennista e giornalista italiano
- 12 aprile - John Dunsworth, attore canadese († 2017)
- 12 aprile - Nelson Jobim, giurista e politico brasiliano
- 12 aprile - George Islay MacNeill Robertson, politico scozzese
- 12 aprile - Salvatore Miceli, mafioso italiano
- 12 aprile - Ed O'Neill, attore statunitense
- 12 aprile - Julien Van Lint, ex ciclista su strada e dirigente sportivo belga
- 13 aprile - Orlando Brandes, arcivescovo cattolico brasiliano
- 13 aprile - Michael Flaksman, violoncellista statunitense († 2019)
- 13 aprile - Al Green, cantante e pastore protestante statunitense
- 13 aprile - Della Jones, mezzosoprano britannico
- 14 aprile - Jean-Jacques Dordain, ingegnere aeronautico francese
- 14 aprile - Dietrich Hahn, giornalista e pubblicista tedesco († 2024)
- 14 aprile - Eduardo Maglioni, ex calciatore argentino
- 15 aprile - Maria Baxa, attrice jugoslava († 2019)
- 15 aprile - Friedrich Chlubna, compositore di scacchi austriaco († 2005)
- 15 aprile - Franco Di Giannantonio, politico italiano
- 15 aprile - Fernando Filoni, cardinale e arcivescovo cattolico italiano
- 15 aprile - Wayne Gilchrest, politico e militare statunitense
- 15 aprile - Marsha Hunt, cantante, attrice e scrittrice statunitense
- 15 aprile - Willi Neuberger, ex calciatore tedesco
- 15 aprile - Kurt Schnider, ex sciatore alpino svizzero
- 15 aprile - Michael Tucci, attore statunitense
- 16 aprile - Catherine Allégret, attrice francese
- 16 aprile - Guy Counhaye, fumettista e sceneggiatore belga
- 16 aprile - Roberto Dell'Acqua, attore e stuntman italiano († 2019)
- 16 aprile - Piergiorgio Giacchè, antropologo, scrittore e saggista italiano
- 16 aprile - Harald Haarmann, linguista tedesco
- 16 aprile - Jiří Konopásek, ex cestista cecoslovacco
- 16 aprile - Raymond Carlos Nakai, flautista e compositore statunitense
- 16 aprile - Moni Ovadia, attore, cantante e scrittore italiano
- 16 aprile - Jean-François Michael, cantante francese
- 16 aprile - Barry Simon, fisico e matematico statunitense
- 16 aprile - Valentin Spasov, ex cestista bulgaro
- 16 aprile - Pēteris Vasks, compositore lettone
- 16 aprile - Alfredo Vito, politico italiano
- 17 aprile - Alain Dorval, attore e doppiatore francese († 2024)
- 17 aprile - Enrico Guaraldo, francesista italiano († 2013)
- 17 aprile - Gilles Kahn, informatico francese († 2006)
- 17 aprile - Georges Köhler, biologo tedesco († 1995)
- 17 aprile - Jesús Murgui Soriano, vescovo cattolico spagnolo
- 17 aprile - Maria José de Lancastre, critica letteraria, traduttrice e curatrice editoriale portoghese
- 17 aprile - Carrie de Swaan, regista e psicologa olandese († 2010)
- 18 aprile - Jean-François Balmer, attore francese
- 18 aprile - Said Sifaw, poeta, linguista e attivista berbero († 1994)
- 18 aprile - Renzo Eusebi, pittore e scultore italiano
- 18 aprile - Franco Garofalo, attore italiano († 2019)
- 18 aprile - Oldřich Machač, hockeista su ghiaccio ceco († 2011)
- 18 aprile - Carlo Marullo di Condojanni, diplomatico italiano
- 18 aprile - Mario Mattioli, giornalista, conduttore televisivo e dirigente sportivo italiano
- 18 aprile - Hayley Mills, attrice britannica
- 18 aprile - Nuchim Raškovskij, scacchista russo († 2023)
- 18 aprile - Giorgio Scarso, maestro di scherma e dirigente sportivo italiano
- 18 aprile - Tito Schipa Jr., cantautore, compositore e regista italiano
- 18 aprile - Stewart Scullion, ex calciatore scozzese
- 18 aprile - Tommy Shannon, bassista statunitense
- 18 aprile - Skip Spence, polistrumentista e cantautore canadese († 1999)
- 19 aprile - Tomás Carlovich, calciatore argentino († 2020)
- 19 aprile - Tim Curry, attore, doppiatore e cantante britannico
- 19 aprile - Hideshi Hino, fumettista giapponese
- 19 aprile - Vivian Lamarque, poetessa, scrittrice e traduttrice italiana
- 19 aprile - Susanna Martinková, attrice ceca
- 19 aprile - Maxine Paetro, scrittrice e dirigente d'azienda statunitense
- 19 aprile - Giulio Zignoli, calciatore italiano († 2010)
- 20 aprile - Sabine Bergmann-Pohl, medico e politica tedesca
- 20 aprile - Giancarlo Bosetti, giornalista e scrittore italiano
- 20 aprile - Marcel Botton, economista francese
- 20 aprile - Richard Brent, matematico e informatico australiano
- 20 aprile - Edwin C. Brock, egittologo statunitense († 2015)
- 20 aprile - Sandro Chia, artista, pittore e scultore italiano
- 20 aprile - Pietro D'Elia, ex arbitro di calcio italiano
- 20 aprile - Fedor den Hertog, ciclista su strada e pistard olandese († 2011)
- 20 aprile - Ricardo Maduro, politico honduregno
- 20 aprile - Philippe Muller, violoncellista francese
- 20 aprile - Gordon Smiley, pilota automobilistico statunitense († 1982)
- 20 aprile - Joel Spencer, matematico statunitense
- 20 aprile - Hal Yamanouchi, attore, mimo e ballerino giapponese
- 21 aprile - Semen Al'tman, allenatore di calcio e ex calciatore ucraino
- 21 aprile - Ivan Bisson, ex cestista e dirigente sportivo italiano
- 21 aprile - Ariedo Braida, dirigente sportivo e ex calciatore italiano
- 21 aprile - Claire Denis, regista e sceneggiatrice francese
- 21 aprile - Dino Di Carlo, allenatore di calcio e ex calciatore italiano
- 21 aprile - Silvio Fernández, ex schermidore venezuelano
- 21 aprile - László Horváth, pentatleta ungherese († 2025)
- 21 aprile - Kathleen Karr, scrittrice statunitense († 2017)
- 21 aprile - Franco Lo Piparo, linguista italiano
- 21 aprile - Juan José Omella, cardinale e arcivescovo cattolico spagnolo
- 21 aprile - Francesco Schittulli, oncologo e politico italiano
- 21 aprile - Xaver Schwarzenberger, regista e direttore della fotografia austriaco
- 21 aprile - Chiara Simoneschi-Cortesi, politica svizzera
- 21 aprile - Le Tari, attore statunitense († 1987)
- 21 aprile - Jean Thissen, allenatore di calcio e ex calciatore belga
- 21 aprile - Marcello Todaro, chitarrista italiano
- 22 aprile - Pietro Bolognesi, teologo italiano
- 22 aprile - Paul Davies, fisico, saggista e divulgatore scientifico inglese
- 22 aprile - Nicole Garcia, attrice, regista e sceneggiatrice francese
- 22 aprile - Bruce Edwards Ivins, biologo statunitense († 2008)
- 22 aprile - Nannarella, cantante italiana
- 22 aprile - Nicholas Stern, economista britannico
- 22 aprile - Pier Luigi Thiébat, politico italiano
- 22 aprile - John Waters, regista, sceneggiatore e scrittore statunitense
- 23 aprile - Blair Brown, attrice statunitense
- 23 aprile - Anatolij Byšovec, ex calciatore e allenatore di calcio sovietico
- 23 aprile - Nicoletta Crocitto, cestista italiana († 2015)
- 23 aprile - Clemente Domínguez, religioso spagnolo († 2005)
- 23 aprile - Howard Marks, imprenditore e scrittore statunitense
- 23 aprile - Giorgio Moschetti, politico italiano († 2016)
- 23 aprile - Hans Edgar Paulsen, ex calciatore norvegese
- 24 aprile - Marcia Greenberger, avvocato e attivista statunitense
- 24 aprile - Giuseppe Piemontese, vescovo cattolico italiano
- 24 aprile - Chin Han, attore taiwanese
- 24 aprile - Eva Šuranová, lunghista cecoslovacca († 2016)
- 25 aprile - Paola Abruzzo, attrice e regista italiana
- 25 aprile - Talia Shire, attrice statunitense
- 25 aprile - Elio Corno, giornalista e opinionista italiano († 2025)
- 25 aprile - Isabella Iannetti, cantante italiana
- 25 aprile - Hugh Johnson, direttore della fotografia irlandese († 2015)
- 25 aprile - Karel Pastor, ex cestista olandese
- 25 aprile - Andrzej Seweryn, attore polacco
- 25 aprile - Vasyl' Stankovyč, ex schermidore sovietico
- 25 aprile - Peter Sutherland, politico e dirigente d'azienda irlandese († 2018)
- 25 aprile - Vladimir Žirinovskij, politico russo († 2022)
- 26 aprile - Ralph Coates, calciatore inglese († 2010)
- 26 aprile - Richard Severin Fuld, banchiere statunitense
- 26 aprile - Wojciech Gryniewicz, scultore polacco
- 26 aprile - Jim Marsh, cestista statunitense († 2019)
- 26 aprile - Alberto Quintano, ex calciatore e allenatore di calcio cileno
- 26 aprile - Jonathan Santlofer, scrittore e pittore statunitense
- 26 aprile - Lena Svedberg, artista svedese († 1972)
- 26 aprile - Niki Tsongas, politica statunitense
- 26 aprile - Iyad bin Amin Madani, politico saudita
- 27 aprile - Luigi Albanese, militare statunitense († 1966)
- 27 aprile - Patrizia Carrano, giornalista e scrittrice italiana
- 27 aprile - Piero Cerato, ceramista italiano († 2011)
- 27 aprile - Michel Delebarre, funzionario e politico francese († 2022)
- 27 aprile - Mirella Faggionato, cestista italiana († 2022)
- 27 aprile - Gordon Haskell, bassista e cantautore britannico († 2020)
- 27 aprile - Alfonso Lara, calciatore cileno († 2013)
- 27 aprile - Venanzio Nocchi, politico italiano († 2025)
- 27 aprile - Franz Roth, ex calciatore tedesco
- 27 aprile - Nicholas Serota, storico dell'arte britannico
- 28 aprile - Piergiovanni Alleva, giurista italiano
- 28 aprile - Ginette Reno, cantante, attrice e conduttrice televisiva canadese
- 28 aprile - Manfred Wieczorke, chitarrista e tastierista tedesco
- 29 aprile - Humphrey Carpenter, scrittore e biografo britannico († 2005)
- 29 aprile - Pedro Fernández Cantero, calciatore paraguaiano († 2020)
- 29 aprile - Rodney Frelinghuysen, politico statunitense
- 29 aprile - Ivan Krăstev, lottatore bulgaro
- 29 aprile - Maribel Lorenzo, cestista spagnola († 1981)
- 29 aprile - Pasquale Rachini, direttore della fotografia italiano
- 29 aprile - Wayne Robson, attore canadese († 2011)
- 29 aprile - Franc Roddam, regista, sceneggiatore e produttore televisivo britannico
- 29 aprile - Lino Villa, calciatore italiano († 2018)
- 29 aprile - Aleksander Wolszczan, astronomo polacco
- 29 aprile - Bruno Zambon, politico italiano
- 30 aprile - Foto Andoni, ex calciatore albanese
- 30 aprile - Carlo XVI Gustavo di Svezia, sovrano svedese
- 30 aprile - Alessandro Casse, sciatore di velocità italiano († 2021)
- 30 aprile - Xavier Fauche, fumettista e scrittore francese
- 30 aprile - Luigi Pezzuto, arcivescovo cattolico e diplomatico italiano
- 30 aprile - Bill Plympton, disegnatore, illustratore e animatore statunitense
- 30 aprile - Don Schollander, ex nuotatore statunitense
- 30 aprile - Rick Weitzman, ex cestista statunitense
- 30 aprile - José Luiz Olaio Neto, ex cestista brasiliano